# Assedio di Navarino (1572)
L'assedio di Navarino fu uno scontro militare tra la flotta della Lega Santa guidata da Giovanni d'Austria che assediò la guarnigione ottomana a Navarino. L'assedio si concluse con un fallimento e con il ritiro dell'armata cristiana.

## Antefatti
Il 9 settembre, dopo aver appreso della nuova flotta ottomana di stanza a Navarino, Don Giovanni guidò l'armata di 253 navi, con gli spagnoli al centro e le flotte veneziana e papale su entrambi i lati.  Don Giovanni convocò un consiglio su come comportarsi con l'ammiraglio turco, fu quindi deciso di forzare la strada verso Modon e assediarla.  Il 18 settembre la flotta ancorò alla Sapienza per andare a prendere dell'acqua, i turchi la attaccarono ma si ritirarono dopo lo sbarco dei rinforzi. 
La flotta fece piani e diversi tentativi per entrare nel porto di Modon, ma tutti gli sforzi finirono invano a causa delle solide difese ottomane. La flotta arrivò a Navarino per tenere d'occhio la flotta ottomana a Modon, il 20 settembre arrivarono circa 30 galee ottomane da Modon per scoprire cosa stava facendo l'armata della lega ma Álvaro de Bazán le costrinse a ritirarsi. 

## L'assedio
Il 21 settembre i turchi, che occupavano il castello che dominava la baia di Navarino, spararono contro l'armata con i loro cannoni. Don Giovanni inviò 20 galee a Zante per i rinforzi della fanteria tedesca. Il 27 settembre entrarono nella baia di Navarino, ma il canale era troppo stretto per entrare e i cannoni turchi erano montati sulla riva, impedendo loro di entrare. 
Il 2 ottobre, Don Giovanni sbarcò a terra 5 000 soldati guidati da Alessandro Farnese per catturare il castello di Navarino. Durante la notte salirono il ripido pendio fino al castello turco. Le truppe alleate fecero diversi tentativi per catturare il castello, ma la guarnigione fu rinforzata da distaccamenti di Modon e l'assedio finì con un fallimento, provocando la morte di 750 uomini. Dopo aver appreso la notizia dei rinforzi di 20 000 cavalieri dal Beylerbey di Grecia, gli alleati si imbarcarono nuovamente il 7 ottobre, primo anniversario di Lepanto, e Don Giovanni annunciò la fine della campagna con angoscia dei veneziani. Don Giovanni e il Colonna abbandonarono il 6 ottobre la posizione per cercare rifornimenti, costringendo conseguentemente anche i Veneziani ad abbandonare il blocco e ripiegare a Corfù.
Quando le galee fecero la loro ultima visita a Modon, scoprirono che venti galee ottomane stavano inseguendo una nave. I cristiani accelerarono il passo per incontrare le galee ottomane che cercavano di impedire loro di rientrare a Modon, e gli ottomani rinunciarono al tentativo di catturare la nave. Tuttavia, Occhiali inviò 15 galee per rinforzare il resto delle galee e bombardare la flotta cristiana. Tutte le galee ottomane raggiunsero con successo Modon tranne una, che fu catturata da Álvaro de Bazán. 
Miguel de Cervantes, il famoso scrittore spagnolo partecipò all'assedio di Navarino.

## Epilogo
Le guerra di Cipro termino con i negoziati di pace, che  durarono oltre tre mesi, condotti dal Gran Visir Sokollu e Marcantonio Barbaro. Alla fine, il 7 marzo 1573, venne firmato a Costantinopoli il trattato di pace tra Venezia e l'Impero ottomano: Venezia rinunciava al possesso di Cipro ed alla fortezza di Sopotò ed avrebbe dovuto pagare un tributo tra i 1000 ed i 1500 ducati per il possesso di Zante oltre ad un indennizzo di guerra pari a 300 000 ducati.